# أندرو كونراد
أندرو كونراد (بالإنجليزية: Andrew Conrad)‏ هو عالم وراثة أمريكي، ولد في 1964.